# Bear and Breakfast
Bear and Breakfast este un joc video de simulare din 2022 dezvoltat de studioul român Gummy Cat și publicat de Armor Games. A fost lansat pe 28 iulie 2022 pentru Microsoft Windows, cu o versiune pentru Nintendo Switch lansată pe 15 septembrie. Jocul îl urmărește pe Hank, un urs care își deschide o pensiune cu mic dejun. Jocul combină elemente ale jocurilor clasice de management cu pasaje narative și dialoguri ramificate.
Bear and Breakfast a primit recenzii mixte din partea criticilor, care i-au lăudat stilul artistic, atmosfera și personajele, dar i-au criticat limitarea gameplay-ului și a ritmului.

## Gameplay
În Bear and Breakfast, jucătorul îl controlează pe Hank, un urs care intră în posesia unei pensiuni dărăpănate pe care trebuie să o repare și să o opereze pentru a satisface clienții umani. Scopul jocului este de a maximiza satisfacția oaspeților prin construirea și decorarea diferitelor camere și facilități. Pe măsură ce jocul progresează, la fel și cerințele oaspeților, clienții mai bogați și mai sofisticați necesitând camere mai mari și mai bine mobilate.
Jocul constă din mai mult zone ce pot fi deblocate completând misiuni și avansând în povestea principală. Alte mecanisme folosite de joc includ managementul resurselor și meșteșugăritul.

## Dezvoltare
Bear and Breakfast este jocul de debut al studioului din București Gummy Cat. În dezvoltare din 2019, jocul a fost anunțat pentru prima dată în august 2020, în timpul expoziției online Nintendo Indie World, ca fiind exclusiv pentru PC și Switch. Plănuit inițial pentru o lansare în 2021, jocul a fost amânat pntru anul următor, după ce Gummy Cat a experimentat diverse probleme în producție, inclusiv efectele pandemiei COVID-19 și vizarea lor într-o escrocherie cu criptomonede. În cele din urmă, a fost lansat pe 28 iulie 2022 pentru PC cu Armor Games ca editor, în timp ce lansarea pentru Switch a fost întârziată și mai mult de probleme cu setările controller-ului și de reticența echipei de a repeta criza de lucru care a precedat lansarea jocului pentru PC. Versiunea pentru Switch a fost lansată pe 15 septembrie 2022.
Bear and Breakfast folosește motorul Unity⁠(d). Potrivit Gummy Cat, influențele lor au inclus și jocuri precum cele de construit orașe publicate de Sierra, precum Caesar III (1998).

## Recenzii
Bear and Breakfast a primit recenzii „mixte sau medii”, conform platformei Metacritic.
Bear and Breakfast a fost lăudat pentru stilul său artistic, muzică, umor și atmosfera confortabilă, dar a primit și critici care vizează unele dintre mecanismele sale de joc, în special ritmul său, lipsa libertății jucătorului și integrarea elementelor bazate pe narațiune în management. În recenzia sa, Rock Paper Shotgun a lăudat „farmecul capricios” al jocului, dar l-a descris și ca având o „bogăție de potențial neexploatat”, criticând modul în care rareori îi permite jucătorului să exploreze și să se extindă liber, asemănând această abordare cu o „îmbrățișare de urs bine intenționată, dar înăbușitoare”. În mod similar, The Guardian l-a descris ca un „joc de management care este obsedat de a-și gestiona jucătorii, mai degrabă decât de a-i lăsa să-și exercite controlul”. În schimb, GameSpot a considerat că bucla principală de joc „are un ritm satisfăcător și o complexitate provocatoare” și a lăudat atât „sistemul de management încântător” al jocului, cât și accesibilitatea acestuia.